# ユー・マスト・ラヴ・ミー
「ユー・マスト・ラヴ・ミー」(You Must Love Me)は、マドンナの楽曲。自身が主演を務めた1996年のミュージカル映画『エビータ』のためにティム・ライスとアンドルー・ロイド・ウェバーによって新たに書き下ろされた。
第69回アカデミー賞でアカデミー歌曲賞を受賞し、授賞式でも披露された。第54回ゴールデングローブ賞でも主題歌賞を受賞。
映画で監督を務めたアラン・パーカーがミュージック・ビデオの監督も務めた。撮影時、マドンナは妊娠中であった。
Billboard Hot 100での最高位は18位ながら20週チャートインした。

## カバー
2018年にはアンドリュー・ロイド・ウェバーの生誕70周年を記念したアルバム『アンマスクト (ザ・プラチナム・コレクション)』の為にラナ・デル・レイによるカバー・ヴァージョンが録音された。

## 収録曲
マキシ・シングル
1. ユー・マスト・ラヴ・ミー　- 3:09
2. レインボウ・ハイ - 2:27
3. ユー・マスト・ラヴ・ミー (オーケストラル・ヴァージョン) - 4:27